# ルイヨウボタン
ルイヨウボタン（類葉牡丹、Caulophyllum robustum）は、メギ科ルイヨウボタン属の多年草。葉の形がボタンの葉に似ているのでこの名がつく。

## 特徴
高さは40 - 70cm。茎や葉に毛はない。葉は2 - 3回3出複葉。花期は4 - 6月で、花の径は8 - 10mmで、10個内外が集散状につく。萼片は6枚で黄緑色、花弁よりはるかに大きく、花弁と見間違うほどである。花弁は6枚で、小さく、雄蕊6本と重なり合うように付いている。秋に黒紫色の液果状の種子をつける。
- 芽だし
- 花の細部
- 液果状の種子

## 分布と生育環境
樺太、ウスリー、中国、朝鮮半島、日本に分布する。
日本では、北海道、本州、四国、九州に分布し、深山の落葉広葉樹林の林床に生育する。